# Окерберг, Эрик
Пер Эрик Яльмар Окерберг (швед. Per Erik Hjalmar Åkerberg; 26 января 1906, Барнарп, Швеция — 9 апреля 1991, Свалёв, Швеция) — шведский агроном и селекционер.

## Биография
Родился 26 января 1906 года в Барнарпе. В 1931 году окончил Альнарпский сельскохозяйственный институт. В 1931 году устроился на работу на Государственную контрольно-семенную станцию, где он работал агрономом. По прошестии шести месяцев он уволился и переехал в Вейбулльсхольм, где в 1932 году устроился на работу в Институт селекции и проработал вплоть до 1937 года. В 1937 году переехал в Вестерноррланд, где был избран на должность директора филиала Шведского объединения семеноводства; данную должность он занимал до 1944 года. В 1944 году переехал в Уппсалу, где занял должность директора Ультунского филиала в этом же объединении семеноводства и работал там вплоть до 1954 года. В 1954 году переехал в Свалёв и заведовал Свалёвской селекционной станцией вплоть до своей смерти.
Скончался 9 апреля 1991 года в Свалёве.

## Научные работы
Основные научные работы посвящены селекции и семеноводству растений. Являлся организатором научных исследований по данным проблемам в Швеции, а также в международном масштабе.

## Членство в обществах
- 1951-91 — Член Шведской королевской академии сельского и лесного хозяйства.
- 1956-91 — Член Научного сельскохозяйственного общества в Уппсале.
- 1962-91 — Член и Первый Вице-президент европейской научной ассоциации по селекции растений «ЕУКАРПИЯ»; её президент (1965).
- 1967-91 — Иностранный член ВАСХНИЛ.